# Robert (ur. 1981)
Robert de Pinho de Souza (ur. 27 lutego 1981) – brazylijski piłkarz występujący na pozycji napastnika.

## Kariera piłkarska
Od 1999 roku występował w Coritiba, Botafogo, Servette FC, São Caetano, Kawasaki Frontale, Spartak Moskwa, Atlas, PSV Eindhoven, Real Betis, Ittihad, Monterrey, Tecos, Club América, SE Palmeiras, Cruzeiro EC, EC Bahia, Puebla, Jeju United, Ceará, Necaxa, Boa Esporte, Fortaleza, Sampaio Corrêa, Vitória, Paraná Clube, Gżira United i Oeste.